# Marina divaricata
Marina divaricata là một loài thực vật có hoa trong họ Đậu. Loài này được (Benth.) Barneby miêu tả khoa học đầu tiên.